# George Loring Brown

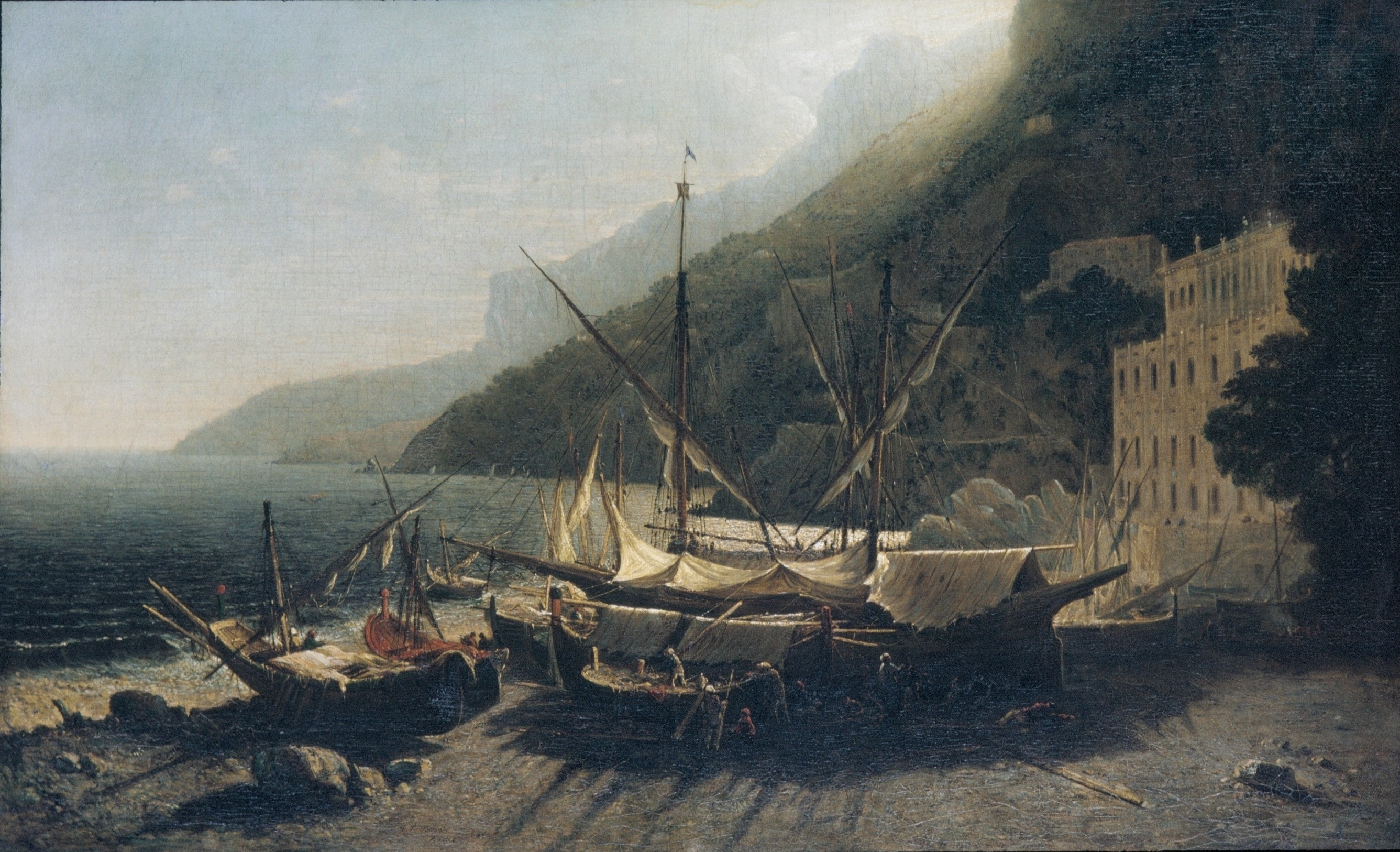
Widok zatoki Amalfi w Salerno, 1857

George Loring Brown (ur. 1814, zm. 1889) – amerykański malarz pejzażysta i ilustrator.
Urodził się w Bostonie, uczył się początkowo drzeworytu i pracował jako ilustrator. Malarstwo studiował pod kierunkiem Washingtona Allstona i Eugène Isabey. W 1839 wyjechał na stałe do Europy i osiedlił się we Włoszech. Wystawiał na Uniwersytecie w Bostonie, Pensylwańskiej Akademii Sztuk Pięknych i National Academy of Design. Malował krajobrazy New Hampshire, a po wyjeździe wyłącznie włoskie pejzaże.

## Wybrane prace
- Sunset in Genoa (1875),
- Doges Palace and Grand Canal,
- Bay of Naples,
- Niagara Falls in Moonlight,
- The Bay of New York (1869)

### Literatura dodatkowa
- Campbell, Catherine H. New Hampshire Scenery. Canaan, New Hampshire: Phoenix Publishing, 1985.